# カップ一揆
カップ一揆（カップいっき、ドイツ語: Kapp-Putsch）は、1920年3月13日にドイツ国のベルリンで軍部と保守派政治家がヴァイマル共和国政府に対し起こしたクーデター未遂事件。指導者のヴォルフガング・カップにちなんで名付けられた。帝政派の軍人や国粋主義者、君主主義者の一部に支持された。ヴァイマル共和政によるヴェルサイユ条約批准後の軍縮と義勇軍（フライコーア）の解散に反対した政治家ヴォルフガング・カップとベルリン防衛司令官ヴァルター・フォン・リュトヴィッツを中心として企てられ、実行された。リュトウィッツ=カップ一揆またカップ・リュトヴィッツ一揆ともいう。義勇軍の一部隊であるエアハルト海兵旅団によってベルリンを占領、新政府樹立を宣言したが、計画が浅く、行政機関を握ることに失敗した為、クーデターは3月17日に終焉した。カップ一揆に対して行われたゼネストは、ルール蜂起と呼ばれる大規模な左派の反乱の発端となった。

## 経緯
第一次世界大戦に敗れたドイツは、1918年から1919年のドイツ革命によって帝政を終わらせた。帝国は共和国となり、1919年ワイマール国民議会によって民主主義体制であるヴァイマル共和国が成立した。右翼民族主義者・軍国主義者は新共和国に反対し、戦争に敗れたのは無敗のドイツ軍の努力が国内の共産主義者やユダヤ人によって損なわれたからだと主張し、背後の一突き神話を広めた。

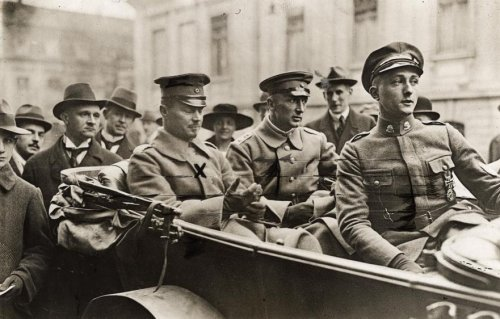
カップ一揆時のヘルマン・エアハルト(車上左）エアハルト海兵旅団はバイエルン・レーテ共和国鎮圧にも参加していた。

ヴェルサイユ条約後、ドイツの軍縮が連合国の講和条件になったため、ヴァイマル共和政政府のグスタフ・ノスケ国防相は、正規国防軍35万を11万5千人に縮小し、義勇軍25万を1920年3月31日までに完全解散することにした。これに反発したのがドイツ国家人民党（DNVP）のヴォルフガング・カップとベルリン防衛司令官ヴァルター・フォン・リュトヴィッツは1920年3月9日、エーベルト大統領に撤回を要求したが、ノスケ国防相はリュトヴィッツを解任し、カップの逮捕を命じた。
1919年から20年にかけて、ドイツ政府は、ドイツ社会民主党（SPD）、ドイツ民主党（DDP、中道左派の自由主義者）、および中央党（保守的なカトリック教徒）で構成されるワイマール連合が成立した。フリードリヒ・エーベルト大統領、グスタフ・バウアー首相、グスタフ・ノスケ国防相、三人ともSPDの党員であった。ヴァイマル憲法によると、大統領は平時の際の国軍最高指揮者であった。陸軍の総司令官は、ヴァルター・ラインハルト将軍が1920年初頭に務めた役職である陸軍統帥部長官である。
グスタフ・バウアーは、1919年にヴェルサイユ条約に同意しなかったにもかかわらず、署名する義務があった。条約は、第一次世界大戦に勝利した連合国によって決定された。それはドイツに戦争の責任を負わせ、ドイツの全ての植民地を没収し、さらに本土も縮小し、巨額の賠償金と軍事的制限を課した。1919年初頭、通常のドイツ軍であるヴァイマル共和国軍の戦力は35万人と推定され、25万人以上の兵士が、主に戦争から戻ってきた兵士で構成される準軍組織であるドイツ義勇軍に参加していた。ドイツ政府は、戦後、共産主義者の反乱を鎮圧するためにドイツ義勇軍を派遣していた。1920年1月10日に発効されたヴェルサイユ条約の条件の下で、ドイツは陸軍兵力最大10万人に減らすことを要求された。最初の期限は1920年3月31日に設定された。（後に年末まで延長された）この条約により、ドイツ義勇軍は解散すると予想された。義勇軍創設の理由である内部抑圧は左翼の蜂起の崩壊によって時代遅れになったので、義勇軍は政府への脅威になりつつあった。一部の司令官は早くもクーデターの可能性について議論し始めた。

### クーデターまでの流れ

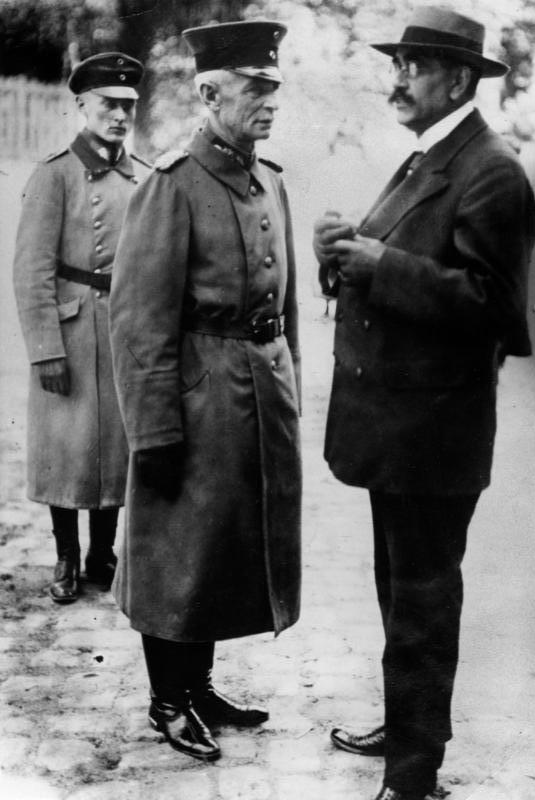
ヴァルター・リュトヴィッツ（左）とグスタフ・ノスケ（右）(1920年）

この一揆は、以前から共和国に対するクーデターを計画していた東プロイセンの民族主義者のヴォルフガング・カップにちなんで名付けられたが、それは軍閥によって扇動されたもので、カップは脇役だった。1920年2月29日、国防大臣ノスケは、最も強力な2つの義勇軍、エアハルト海兵旅団とレーヴェンベルト海兵旅団の解体を命じた。前者は5,000人から6,000人の兵員を擁し、1920年1月からベルリン近郊のデベリッツに配備されていた。エリート部隊で、旧帝国海軍将校と下士官、後にバルティクメール（1919年にラトビアでボルシェビキと戦った部隊）によって増強されることによって作られたものであった。1919年の内戦では、ミュンヘンやベルリンを中心に活躍した。エーベルトの社会民主党政権には極度に反発した。
エアハルト海兵旅団の指揮官であるヘルマン・エアハルト海軍少佐は、部隊の解散を拒否することを宣言し、1920年3月1日、ノスケを招待することなくパレードを行った。当時の陸軍高官で、国内に数多くある義勇軍を指揮していたヴァルター・フォン・リュトヴィッツ陸軍歩兵大将は、パレードで政府の義勇軍解散を拒絶する発言している。政府の権威を公然と否定するリュトヴィッツの発言を無視できぬと危機感を抱いた司令部の将校は、国家人民党と保守系のドイツ人民党の党首をリュトヴィッツに会わせて調停を図ろうとした。リュトヴィッツは彼らの意見に耳を傾けそれを記憶していたが、抗命への翻意はならなかった。そのためノスケは、エアハルト海洋旅団をリュトヴィッツから海軍司令部の指揮下に代えて海軍の下に部隊を解散させようとするも、リュトヴィッツはこの命令をも無視した。とは言え、部下から提案されたエーベルトとの会談に同意した。
3月10日の夜、リュトヴィッツは何人かの将校を連れてエーベルトの官邸にやってきた。エーベルトはノスケにも同席を要請した。しかしリュトヴィッツは、右派政党の要求をもとに自分の要求を加えて、国民議会の即時解散、帝国議会の新しい選挙、テクノクラート（Fachminister）の外務・経済・財務大臣への任命、陸軍統帥部長官ヴァルター・ラインハルト将軍の解任、自身の国軍最高司令官への任命、エアハルト海兵旅団の解散命令の破棄を要求した。エーベルトとノスケはこれらの要求を拒否し、ノスケはリュトヴィッツに翌日の辞任を期待すると告げた。
リュトヴィッツは3月11日にデベリッツに行き、エアハルトにその日の夕方にベルリンを占領できるかどうか尋ねた。エアハルトはもう一日必要だが、3月13日の朝には部下と一緒にベルリンの中心部に行けると答えた。リュトヴィッツは命令を下し、エアハルトは準備を始めた。リュトヴィッツが国民連合と呼ばれる右翼グループを謀議に参加させたのはこの時点からであった。その中には、ドイツ国家人民党（DNVP）の党員であるヴォルフガング・カップ、1919年1月にカール・リープクネヒトとローザ・ルクセンブルクを殺害の背後にいた、帝政期に陸軍参謀次長を務めたエーリヒ・ルーデンドルフ将軍や、その2人の殺害を命令したヴァルデマール・パブスト、帝国最後のベルリン警察署長トラゴット・フォン・イェゴフがいた。リュトヴィッツは、3月13日に政府を引き継ぐ準備をするよう彼らに要請した。彼らは準備不足であったが、リュトヴィッツが設定した日程に同意した。

### ベルリン占領

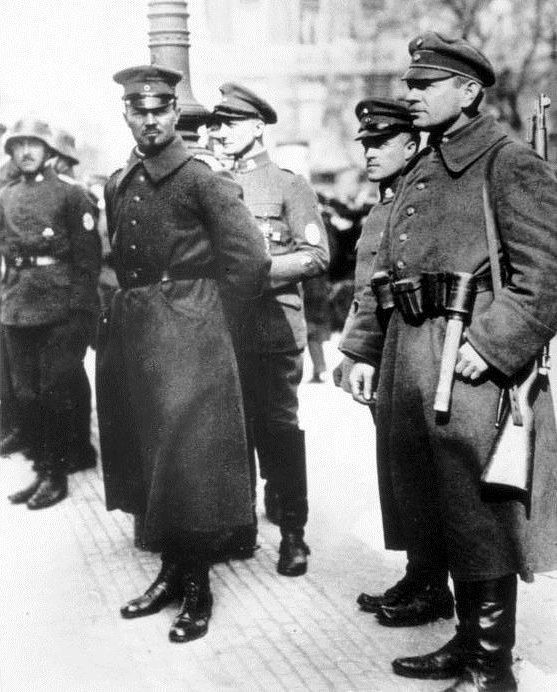
一揆時のエアハルト

3月12日、リュトヴィッツは配下のヘルマン・エアハルト率いるドイツ義勇軍エアハルト海兵旅団にいかなる抵抗も無慈悲に打ち破り（jeden Widerstand rücksichtslos zu brechen）、省庁舎を中心としたベルリンの中心部を占拠するようベルリン進撃を命じた。旅団は、ヘルメットと車両に後のナチ党の公式マークとなる鉤十字を付けて、午後10時頃ベルリンに向かって出発した。その1時間後、国防相ノスケは事態の状況を知り、二人の将校がエアルハルトに会い説得した。このことはノスケに報告され、ノスケはエーベルトと面会した。その後、エーベルトは午前4時に閣議を招集した。午前1時、ノスケは国軍司令官をベンドラー・ブロックの自身の官邸に招いた。
ノスケは司令官たちに庁舎を守り、治安維持のため出動を命じたが断られた。二人を除くすべての（そのうちの一人は陸軍統帥部長官ラインハルト）司令官は、反乱軍への銃撃命令に従うことを拒否した。ある者は交渉を提案し、ある者は部隊が発砲命令を理解できないと主張し、ある者は正規部隊が精鋭のエアハルト海兵旅団を破ることはできないと主張した。その際、出動を拒否した司令官の一人であり、兵務局(プロイセン参謀本部)長のハンス・フォン・ゼークト将軍は仲間意識について語り、「軍は軍を撃たない」と発言した。しかし、これはゼークトの発言に便乗した他の司令官たちが簡潔に引用した言葉である。

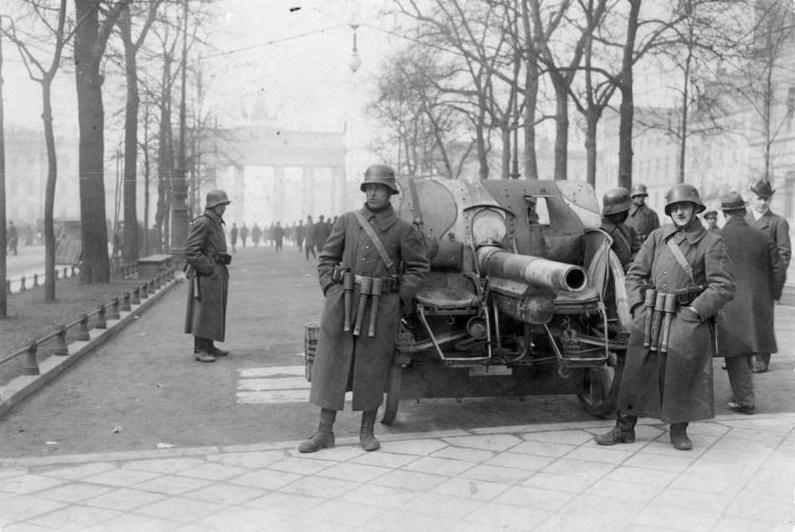
ベルリンの目抜き通りウンター・デン・リンデンを占拠した一揆軍

ノスケは、軍の協力を得られないことに落ち込んで、側近に自殺について話すほどだったが、午前4時に閣議で報告した。この閣議で政府は都市からの脱出とゼネストの呼びかけという二つの決定を下した。副首相オイゲン・シファーと他の非SPD閣僚の何人かは、交渉の機会を維持するために市外への脱出を拒否した。ゼネストの呼びかけに署名したのは、大統領エーベルトとSPDの閣僚たちだけであった。午前6時15分、彼らは閣議を中断して逃げ出さなければならなかった。エーベルトはベルリンを脱出してシュトゥットガルトに大統領府を移転させた。出発から10分もたたないうちに、12,000人のエアハルト海兵旅団はブランデンブルク門に到着し、リュトヴィッツ、ルーデンドルフ、カップとその部下たちが出迎えた。その後まもなく、カップの部下は首相官邸に移動した。彼らは官邸を占拠し、ベルリンを占領した。
カップは首相（Reichskanzler）を宣言し、臨時政府を樹立した。リュトヴィッツは軍司令官と国防大臣に就任した。国際的な詐欺師であるイグネイシャス・ティモシー・トレビッチ・リンカーンがカップ政権の報道検閲官に任命された。国家人民党、ドイツ人民党、経済界は新政府を支持した。また、エアハルト海兵旅団はユダヤ人へのポグロムを始めようとしたが、カップは制止した。

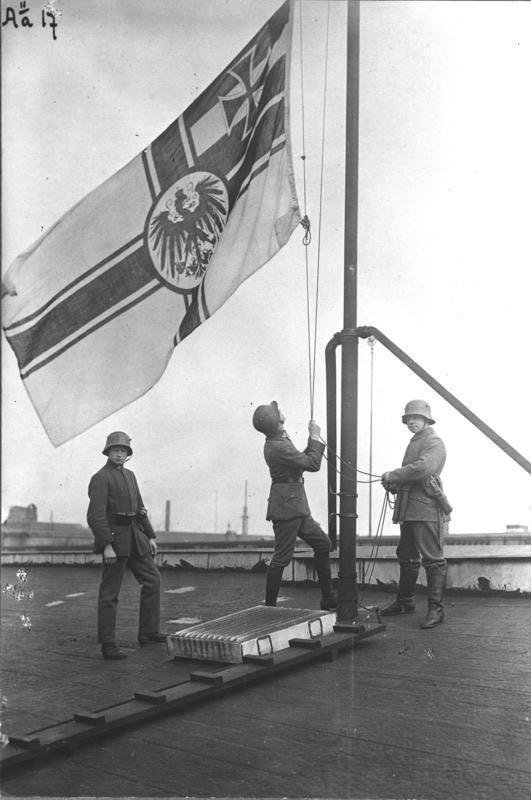
エアハルト海兵旅団のベルリン入城、ベルリン占領の際、旧帝国軍旗を掲げる兵士たち（1920年3月）

カップ政権

国歌: Das Lied der Deutschen
1920年のカップ一揆発生時のドイツ国の領土

### 反応
ベルリンに駐留する国軍、保安警察、海軍、そして東プロイセン、ポメラニア、ブランデンブルク、シレジアの陸軍司令部は、新しい国防大臣と首相を正式に受け入れた。海軍統帥部長官のアドルフ・フォン・トロータ提督はそれを知るとすぐにクーデターを支持するようになった。バイエルンでは社会民主党政府が倒れてグスタフ・リッター・フォン・カールの右翼政権が成立した。他の地域では、軍管区の司令官たちはカップに対し賛否を表明しなかったが、決して反対でも中立でもなく、ほとんどが多かれ少なかれ公然と新政権に同調した。また、帝政時代からの官僚の上層部はクーデターに同情的であった。

### ゼネスト・ルール蜂起
ヴァイマル政府はドレスデンに移動し、そこでゲオルグ・メルカー将軍の支援を得ようとしたが、彼はベルリンのカップ政府から「保護拘束」を命じられており、仕方なく、ヴァイマル政府はシュトゥットガルトに移動した。3月13日に社会民主党政府は、ゼネストによってドイツ労働者に一揆を打ち破ろうと呼びかけ、大きな成功を収め、労働者階級から大規模な支持を得た。社会民主党政府に同調するドイツ労働総同盟などの大多数の労働組合は、同日、独立社会民主党（USPD）と民主党（DDP）と同様にストライキの呼びかけに加わり、共産党（KPD）はその1日後にそれに続いた。ベルリンで、3月14日にストライキが始まり、翌日には帝国全土に広がった。1200万人もの労働者が参加したドイツ史上最大のストライキとなった。国内は麻痺状態に陥り、ベルリンではガス、水道、電力の供給が停止した。15日にはルール地方の5万人の左翼復員兵がルール赤軍を名乗り、ハーゼンクレーファーの義勇軍を襲撃し、軍を駆逐した。
後のナチ党の指導者となるアドルフ・ヒトラーやディートリヒ・エッカートは国民同盟のメンバーと連絡を取り合い、カップ政権の援助をするため陸軍によってミュンヘンからベルリンに空輸された。パイロットは、後にヒトラーがドイツ空軍最後の司令官に任命するロベルト・フォン・グライムであった。しかしベルリン郊外の飛行場でストライキに遭い、誤って着陸したため、変装を余儀なくされた。
3月17日にカップは退陣し、その後カップはスウェーデンへ逃げた。ヒトラーとエッカートは報道検閲官のイグナス・トレビッチ＝リンカーンに、カップが逃亡しクーデターが失敗したことを告げられた。
労働総同盟レギーンは軍の徹底的な粛清と労働者政府の樹立を求めたが、連合国への配慮などから立ち消えとなり、ルール赤軍によるルール蜂起も4月、共和国軍によって鎮圧された。

## 一揆後
カップ一揆に参加したヘルマン・エアハルト率いるドイツ義勇軍エアハルト海兵旅団は解散を命じられるがコンスルを組織して暗殺活動を繰り返した。
バイエルン州軍と義勇軍は社民党のホフマン首相の退陣を要求し、王党派・右派のグスタフ・カール・リッターが新首相となった。カップ一揆の鎮圧を主張していたラインハルト統帥部長官は辞職し、ゼークトが後任となり、規律になじまない義勇軍を排除する一方で、軍を政府の介入を許さない独立組織として構築した。カールバイエルン首相はバイエルンを反革命過激派の安息地にしたが、1921年春、連合国の圧力でバイエルン住民防衛軍は解散させられたため、バイエルンではベルリン中央政府への憤激が強まった。住民防衛軍の後継組織「同盟バイエルンと帝国」（指導者オットー・ピンティンガー）やミュンヘン祖国協会、ヘルマン・エアハルトのヴァイキング同盟（Bund Wiking）が結成。
国会でヴィルト首相は「敵は右にいる」と発言するなど、当時のドイツ国内での右派と左派の対立は激しかった。
1921年8月、コンスルが元蔵相エルツベルガーを暗殺すると、ドイツ政府は過激派右翼を取り締まろうとしたが、バイエルン州政府は州権を盾に拒否した。同1921年8月、エアハルト海兵旅団の元隊員がドイツ労働者党の体操スポーツ部門に入り、10月にはナチ党の突撃隊となった。エルンスト・レームの帝国旗団（Bund Reichskriegsflagge）はフランケン地方から南バイエルンにも勢力を伸ばした。